# Operació Tritó

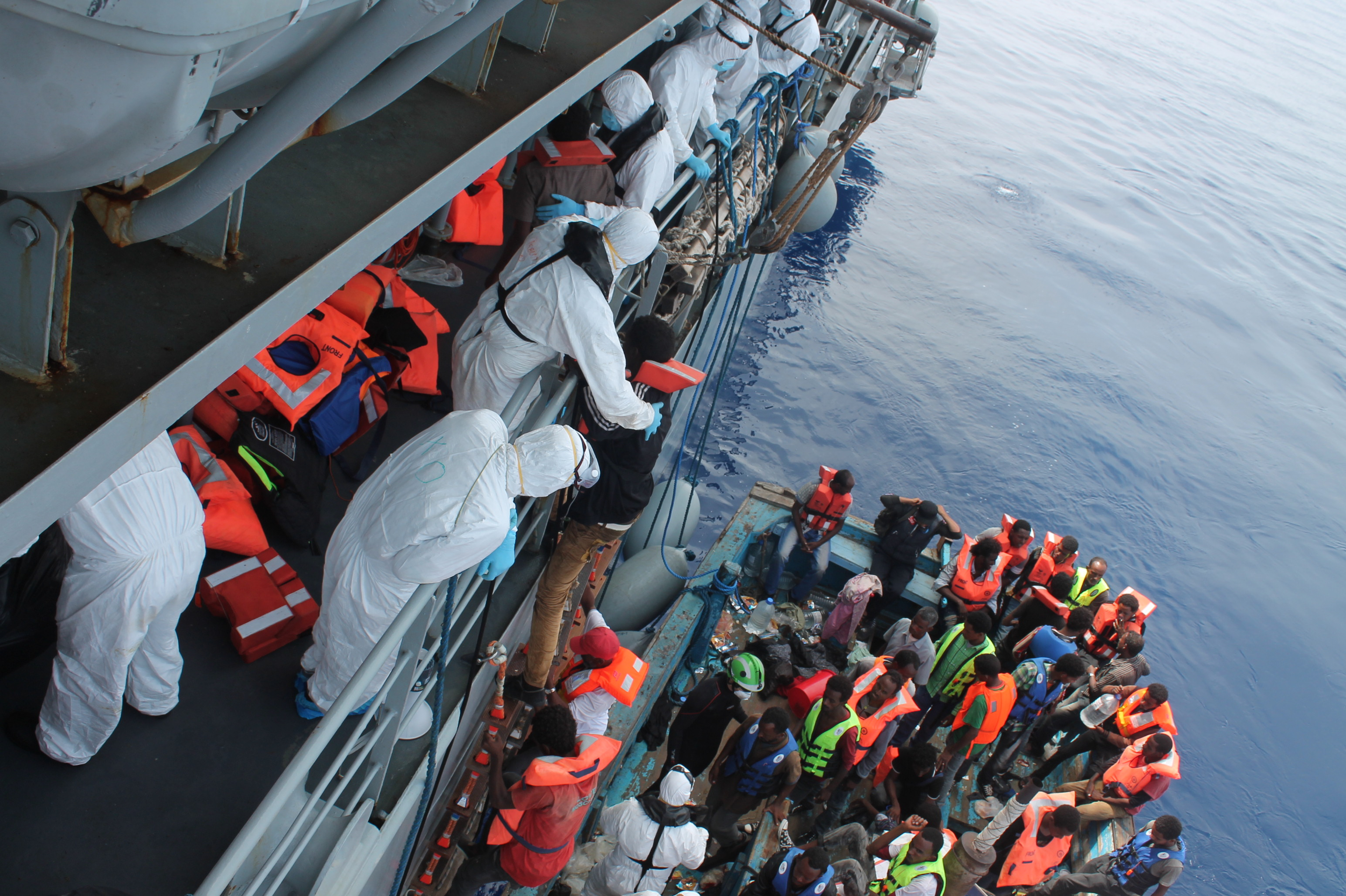
Operació Tritó: personal de l'armada irlandesa del LÉ Eithne salvant immigrants, 15 de juny de 2015

Operació Tritó (originalment anomenat Frontex Plus) és una operació de seguretat fronterera realitzada per Frontex, l'agència de seguretat fronterera de la Unió Europea, amb l'objectiu de mantenir controlades les fronteres a la mar Mediterrània.
L'operació, sota control italià, va començar l'1 de novembre de 2014 i implica contribucions voluntàries de 15 països europeus (tant estats membres de la UE com no membres). Els contribuents voluntaris actuals a l'Operació Tritó són Croàcia, Islàndia, Finlàndia, Noruega, Suècia, Alemanya, Països Baixos, França, Espanya, Portugal, Àustria, Suïssa, Romania, Polònia, Lituània i Malta.
L'operació es va dur a terme després que Itàlia va finalitzar l'Operació Mare Nostrum, que s'havia tornat massa costosa per a ser finançada per a un sol país; va costar al govern italià 9 milions d'euros al mes per a una operació que va durar 12 mesos. El govern italià havia demanat fons addicionals a altres Estats membres de la UE, però no els van oferir el suport demanat.

## Història

Refugiats i immigrants morts a la Mediterrània, 2011-2016.

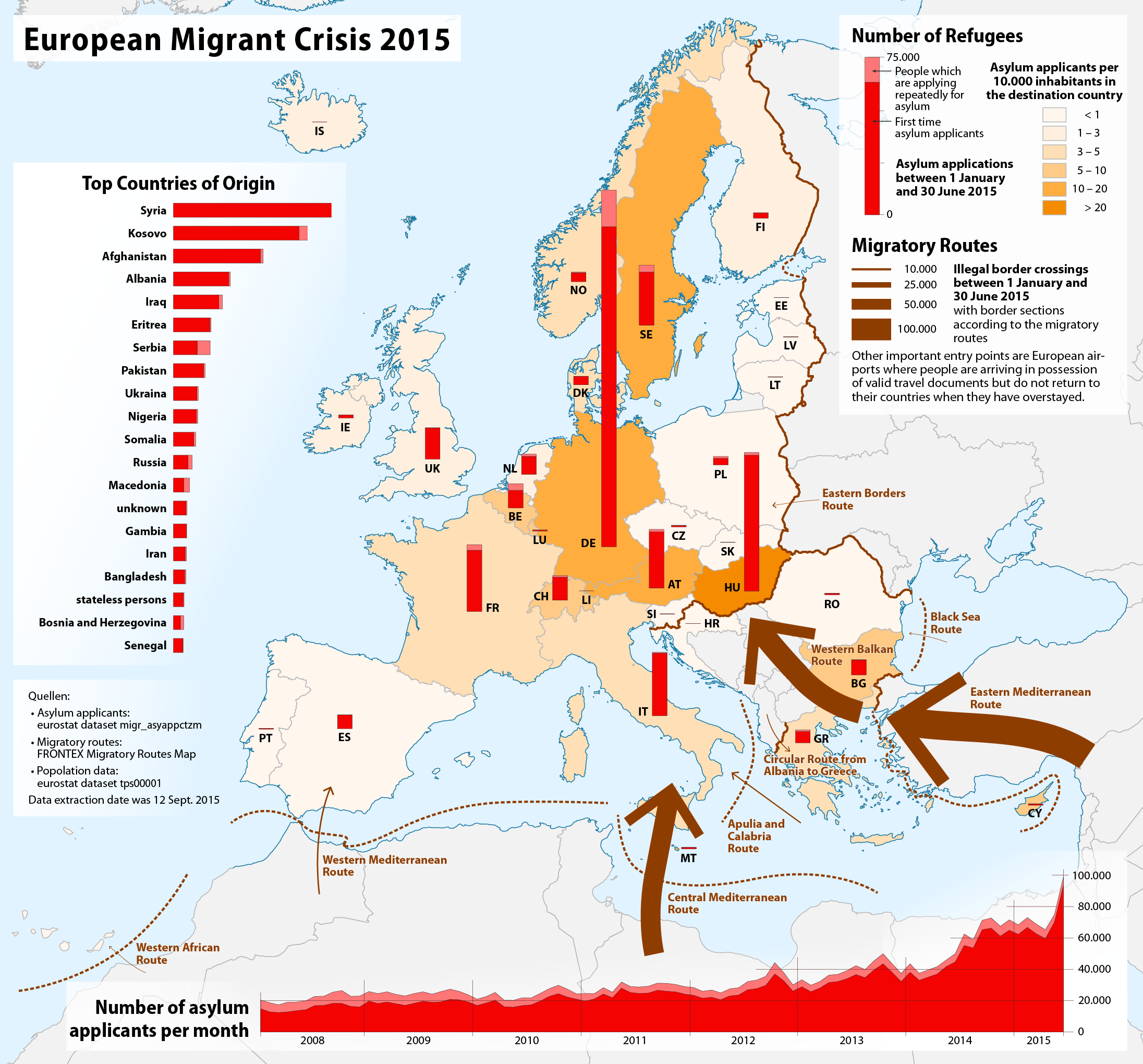
Xifres de refugiats als Estats de la UE i la EFTA entre l'1 de gener i el 30 de juny de 2015 segons dades d'Eurostat.
0,69%
>0,2-0,3%
>0,1-0,2%
>0,05-0,1%
>0,01-0,05%
≤0,01%
sense dades

Arran de la tragèdia de Lampedusa del 3 d'octubre 2013, el govern italià, encapçalat pel primer ministre Enrico Letta, es va decidir reforçar el mecanisme nacional per patrullar l'estret de Sicília, autoritzant l'Operació Mare Nostrum, una missió militar i humanitària que tenia la finalitat de prestar assistència als immigrants abans que es poguessin repetir els esdeveniments ocorreguts a Lampedusa. Aquesta operació tenia dos propòsits principals: salvaguardar la vida al mar, i lluitar contra el tràfic il·legal de immigrants.
L'agost de 2014, després de les peticions incessants del ministre Alfano perquè la UE es mobilitzés en suport d'Itàlia, la Comissària Europea d'Assumptes Interns Cecilia Malmström va declarar que l'Operació Mare Nostrum seria reemplaçada pel programa europeu «Tritó» a càrrec de Frontex. L'operació va ser anunciada i presentada el 4 de setembre de 2014 per la comissària europea Cecilia Malmström sota el nom de Frontex Plus a petició del govern de Renzi per reemplaçar l'operació Mare Nostrum, que va finalitzar el 31 d'octubre de 2014.
Posteriorment, a través d'una sèrie de reunions a Europa, el ministre Alfano va ser capaç de guanyar el suport d'alguns països com França, Alemanya i Espanya, que van manifestar la seva disponibilitat per donar suport a la introducció del programa Tritó.

## Actius
Els actius de l'operació consisteixen en dos avions de vigilància, tres vaixells i set equips de personal que recullen la intel·ligència i realitzen el processament de rastreig / identificació. El seu pressupost s'estima en 2,9 milions d'euros per mes. A diferència de l'Operació Mare Nostrum, l'Operació Tritó es limita fonamentalment a assegurar les fronteres. Aquesta restricció de les missions és fortament criticada per les organitzacions de drets humans.
Des que es va iniciar l'operació, el nombre d'immigrants que es van ofegar mentre creuaven la Mediterrània s'ha incrementat dramàticament amb els naufragis migratoris de Líbia d'abril de 2015, que van produir més de 1.000 morts. L'Organització Internacional per a les Migracions diu que les morts al mar han augmentat nou vegades després del final de l'Operació Mare Nostrum. El New York Times va informar que a principis de 2015 es va registrar un augment del 1600% en el nombre d'immigrants que es van ofegar mentre tractaven de creuar la Mediterrània en comparació amb el mateix període a principis de 2014.
El 2015, el vaixell de guerra croata BŠ-72 Andrija Mohorovičić es va unir als esforços de rescat.

## Finançament
El 20 d'abril, després dels naufragis dels emigrants de Líbia a l'abril de 2015, els ministres de la UE van proposar duplicar la dimensió de l'Operació Tritó però, malgrat que van deixar la missió amb menys recursos que l'anterior operació de rescat italiana (Operació Mare Nostrum) que tenia un pressupost 3 vegades més gran, l'Operació Tritó tenia 4 vegades més d'avions i tenia un mandat més ampli per dur a terme operacions de recerca i salvament a tota la mar Mediterrània.
El 23 d'abril es va celebrar una cimera d'emergència de cinc hores i els caps d'Estat de la UE van acordar triplicar el pressupost de l'Operació Tritó, amb 120 milions d'euros per a 2015-2016. Els líders de la UE van afirmar que això permetria les mateixes capacitats operatives que l'Operació Mare Nostrum havia tingut en 2013-2014. Com a part de l'acord, el Regne Unit va acordar enviar el HMS Bulwark, dos vaixells de patrulla navals i tres helicòpters per unir-se a l'operació.
Amnistia Internacional va criticar immediatament la resposta de la UE com «una rentada de cara no és una operació de salvament» i va dir que «la manca d'ampliació de l'àrea operativa de Tritó frenarà greument el compromís actual».

## Esdeveniments
Tècnicament, el mandat de Frontex és només de fins a 30 milles nàutiques de la costa de l'illa italiana de Lampedusa, però freqüentment els vaixells són enviats a la costa de Líbia.
L'any 2015 es van registrar dos enfrontaments entre traficants de persones amb vaixells de rescat europeus. Encara que armats, els atacants només volien recuperar els vaixells dels immigrants (mentre estaven sent embarcats en els vaixells europeus) sense acostar-se als vaixells de rescat.
El 14 de juny de 2016, la fragata holandesa HNLMS Van Amstel va rescatar a 193 immigrants, incloent 40 dones i 16 nens, que havien estat al mar durant una setmana. El pla dels immigrants era viatjar des d'Egipte fins a Sicília, però el pànic va esclatar quan el vell vaixell en què viatjaven va començar va mostrar signes d'enfonsament. La fragata holandesa els va escortar amb seguretat a un port italià.